# Callionymus persicus
Callionymus persicus es una especie de peces de la familia Callionymidae en el orden de los Perciformes.

## Distribución geográfica
Se encuentra desde el Golfo de Adén y el Golfo Pérsico hasta las Maldivas y Seychelles.